# Giuseppe Mazzullo
A casa Mazzullo si radunava non soltanto la generazione dei giovani, tra il '47 ed il '50, ma anche quella dei già affermati, e così accanto ad Ungaretti ed a Cardarelli, vi trascorrevano le serate sovente Sinisgalli, Ulivi, Zavattini, Bigiaretti, Venturoli, Petrocchi, Consagra, Accrocca, Silori, Dorazio, Luisi e altri...»
(Gianni Eugenio Viola, da Il Castoro, numero 84, dicembre 1973, La Nuova Italia)
Giuseppe Mazzullo (Marzullo) (Graniti, 15 febbraio 1913 – Taormina, 25 agosto 1988) è stato un artista e scultore italiano.

## Biografia
Nacque a Graniti (ME) nel 1913. Si diplomò all'Accademia di belle arti "Pietro Vannucci" di Perugia nel 1932 e nel 1939 si trasferì a Roma per insegnare prima all'Istituto d'Arte e dal 1959 in poi all'Accademia di Belle Arti. Abilissimo disegnatore, coltivò sin da fanciullo la passione per la lavorazione della pietra e così, pur non disdegnando la lavorazione della creta, del bronzo o del legno, le sue sculture presero forma prevalentemente da massi recuperati nei greti dei torrenti o nelle cave. Fu protagonista di mostre personali e collettive in tutto il mondo; partecipò a quattro edizioni della Biennale di Venezia (1950, 1952, 1954, 1966 con una sala personale presentata da Marcello Venturoli) e otto edizioni della Quadriennale di Roma (1935, 1939, 1943, 1948, 1952, 1956, 1960 con una sala personale presentata da Ferruccio Ulivi, 1972). Durante l'occupazione nazista e nel dopoguerra, la sua casa di Via Sabazio fu un luogo d'incontro per artisti ed intellettuali di ogni indirizzo professionale, ideologico e di pensiero come, tra i tanti altri, Renato Guttuso, Pietro Consagra, Roberto Matta, Renzo Vespignani, Roberto Melli, Cesare Zavattini, Rafael Alberti, Giuseppe Ungaretti, Vann'Antò, Stefano D'Arrigo. A metà degli anni settanta, dopo aver lasciato l'insegnamento all'Accademia, Mazzullo tornò definitivamente in Sicilia; alle falde dell'Etna organizzò un grande laboratorio in cui poté realizzare l'ultima fase delle sue sculture, in pietra lavica e granito, alcune di dimensioni monumentali. Morì a Taormina nel 1988. Per la complessità e la qualità delle sue sculture è considerato una figura unica nel panorama artistico del Novecento. Sue opere sono custodite in prestigiose collezioni pubbliche e private di tutto il mondo.
Hanno scritto di lui: Libero Bigiaretti, Palma Bucarelli, Fortunato Bellonzi, Marcello Venturoli, Mario De Micheli, Ferruccio Ulivi, Giovanni Carandente, Salvatore Pugliatti, Stefano D'Arrigo, Elio Filippo Accrocca, Paola Dalla Pergola, Carlo Ludovico Ragghianti, Leonida Répaci, Renato Guttuso, Rafael Alberti, Biagia Marniti, Luigi Silori, Lorenza Trucchi, Dario Micacchi, Werner Hofmann, Giorgio Di Genova, Franco Costabile, Giorgio Petrocchi, Italo Mussa, Umberto Bosco, H.W. Grohn, Guido Giuffrè, Nello Ponente, Felice Racchiusa, Paule Marie Grand, Cecile Goldscheider, Umberto Parricchi, Giuseppe Fanfoni, Leonardo Sciascia, Lucio Barbera, Alfonso Gatto, Francesco Gallo, Giuseppe Quatriglio, Pietro Mosca, Franco Simongini, Enrico Crispolti.

## Principali mostre personali
Galleria La Margherita, Roma, 1945;
Galleria Il Pincio, Roma, 1951;
Sala personale all'VIII Quadriennale di Roma, 1960;
Sala personale alla XXXIII Biennale di Venezia, 1966;
Palazzo Zanca, Messina, 1967;
Università di Pisa, 1966/67;
Musée Rodin, Parigi, 1970;
Baunzentrum, Amburgo, 1970;
Istituto Italiano di Cultura, Il Cairo, 1972;
Accademia degli Intronati, Siena, 1972;
Galleria d'Arte Moderna, Arezzo, 1973;
Museo di arte contemporanea (Belgrado), 1977;
Palazzo dei Normanni, Palermo, 1977;
Palazzo Paolina, Premio Viareggio, 1982;
Palazzo Zanca, Messina, 1985;
Complesso monumentale di San Michele a Ripa Grande, Roma, 1988.

## Principali mostre collettive
Biennale di Venezia, 1950, 1952, 1954, 1966;
Quadriennale di Roma, 1935, 1939, 1943, 1948, 1952, 1956, 1960, 1972;
Biennale Internazionale di Scultura, 1959, Carrara;
Biennale d'Arte Moderna, 1965, San Paolo (Bra);
Exposition internationale du petit bronze, 1966, Musée d'Art Moderne, Paris;
Scultori Italiani Contemporanei, 1972, Tokio;
Contemporary Italian Sculpture, 1974, Hong Kong;
Italianische Plastik der Gegenwart, 1975, Berlin;
Salon d’Automne, 1975, Grand Palais, Paris.

## Opere monumentali e celebrative
Vittoria, 1936, Gaggi;
Monumento ai Caduti, 1936, Francavilla di Sicilia;
Roma contro Cartagine, 1941-1953, Palazzo INPS, Roma EUR;
Liberazione, 1970, Barcellona Pozzo di Gotto;
Musa - Monumento a Salvatore Pugliatti, 1977, Messina;
Rinascita, 1986, Salemi.

## Opere nei musei e nelle collezioni pubbliche
Maternità e infanzia, 1942, Museo internazionale delle ceramiche in Faenza;
Donna che sventra il pesce, 1950, Akademie der Künste, Berlino;
Raccoglitrice di olive, 1952-1954, Museo Civico di Villa Groppallo, Vado Ligure;
Donna incinta, 1956, Museo del Sannio, Benevento;
Adolescente, 1958, Galleria d'Arte Moderna, Roma;
Testa, 1958, Palazzo Zanca, Messina;
L'eclissi, 1959, Museo di Santa Giulia, Brescia;
Torso, 1961, Biblioteca delle Oblate, Firenze;
Dormiente, 1962, Picker Art Gallery – Colgate University, New York;
Gatto 1963, Galleria d'arte moderna (Genova);
Ritratto di Concetta, 1964, MUSMA, Matera,
Fucilazione, 1965, Musei Vaticani, Collezione d'Arte Religiosa Moderna, Città del Vaticano;
Busto di Benedetto Croce, 1966-67, Senato della Repubblica, Roma;
Adolescente, 1965, Musée d'art moderne de la Ville de Paris;
Adolescente, 1965, Palazzo Zanca, Messina;
Testa, 1965, Fondazione Biennale di Venezia;
Busto di Giuseppe Di Vittorio, 1969, Camera dei deputati, Roma;
Danzatrice, 1972, Galleria d'Arte Moderna, Civitanova Marche;
Trinacria, 1975, Galleria d'arte moderna e contemporanea “Lucio Barbera”, Messina;
Figura seduta, 1981, Galleria d'arte moderna - PalAntonello, Messina.
Natura morta di fiori, tecnica mista su carta, Museo Fortunato Calleri di Catania
Nudo acefalo, china su carta, Museo Fortunato Calleri di Catania

## Edizioni
Scritti:
Braccianti di Romagna, 1951, Edizioni del disegno popolare;
Storie dell'Alcantara, 1979, Sciascia Editore.
Illustrazioni:
U Vascidduzzu di Vann'Antò, 1956, Edizioni Il Fondaco dell'OSPE;
Omaggio alla Resistenza di Salvatore Quasimodo, 1964;
La Commedia nel testo e nel commento di Niccolò Tommaseo , 1965, Edizioni Labor;
I canti di Giacomo Leopardi, 1967, Curcio Editore;
Laudi di Jacopone da Todi, 1971, De Luca Editori;
Dal Diario, 1945/47 di Pier Paolo Pasolini, 1979, Sciascia Editore;
Il lungo giorno di Giuseppe Longo, 1981, Pan Editrice;

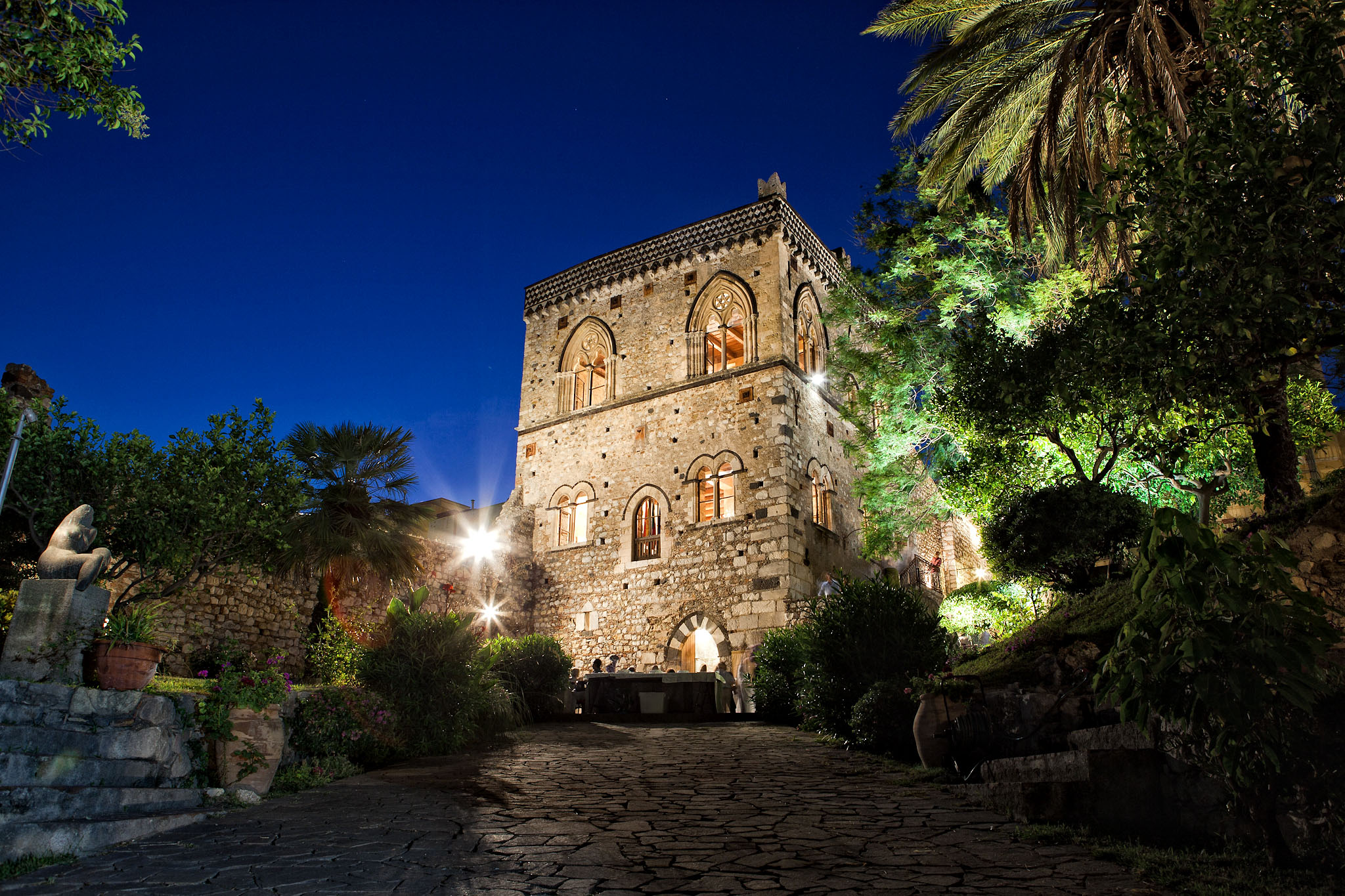
Fondazione Mazzullo - Taormina

Evangelario, 1982.

## La Fondazione Mazzullo
La Fondazione Mazzullo è nata in seguito ad una convenzione firmata nel 1981 dall'artista e dall'allora Sindaco di Taormina, Nicolò Garipoli. La Sovrintendenza ai Beni Culturali ed Architettonici ha concesso alla Fondazione il Palazzo Duchi di Santo Stefano quale sede per esporre le sculture più importanti di Giuseppe Mazzullo. La Fondazione Mazzullo è sede di mostre d'arte e convegni e opera per la salvaguardia, la tutela e la conservazione delle opere dell'artista.
La collezione
Nel giardino della Fondazione si trovano le sculture di dimensioni monumentali, mentre nelle sale interne sono collocate quelle di dimensioni ridotte. Nelle opere della collezione è possibile rintracciare il lungo e complesso percorso artistico di Mazzullo. Egli ebbe un'iniziale attenzione per Arturo Martini e, dopo aver maturato la lezione postcubista, giunse ad un particolare realismo espressionista nella produzione degli anni cinquanta e sessanta. Le sculture degli anni settanta trovarono poi un nuovo impulso creativo nell'uso della pietra lavica e del granito, dove lo stile di Mazzullo si sintetizzò e si appiattì nelle forme, alla ricerca del primitivo, evocando le linee arcaiche e ieratiche della scultura assiro-babilonese ed egizia.

## Il Museo Mazzullo di Graniti
È stato istituito nel 1998 nella cittadina che diede i natali all'artista. All'interno è esposta una collezione di opere giovanili di Mazzullo tra cui numerosi disegni ed alcuni medaglioni in bronzo.